# Dyllan Harmer
Dyllan Harmer (* 7. September 1992 in Nambour) ist ein ehemaliger australischer Biathlet.

## Karriere
Dyllan Harmer begann 2005 mit dem Skilanglauf sowie ein Jahr später mit dem Biathlonsport. 2008 wurde Harmer Vizemeister des Junioren-Sprints bei den Australischen Meisterschaften, ein Jahr später Juniorenmeister im Sprint und dem Distanzrennen. 2009 nahm er erstmals an den Juniorenweltmeisterschaften 2009 in Canmore teil und erreichte die Ränge 48 im Einzel, 53 im Sprint und 52 im Verfolgungsrennen. Es dauerte zwei Jahre, bis der Australier in Nové Město na Moravě erneut zu internationalen Einsätzen kam und an den Juniorenweltmeisterschaften 2011 teilnahm. Im Einzel wurde er 48. im Sprint verpasste er als 61. um einen Rang das Verfolgungsrennen. 2012 kamen in Kontiolahti die Platzierungen 80 im Einzel und 81 im Sprint hinzu.
2009 bestritt Harmer sein erstes Rennen bei den Männern im IBU-Cup in Ridnaun, wo er 153. des Sprints wurde. 2012 konnte er seine Bestleistung auf Rang 80 bei einem Einzel in Forni Avoltri verbessern. Erste internationale Meisterschaft bei den Männern und erster Karrierehöhepunkt wurden die Weltmeisterschaften 2012 in Ruhpolding, bei denen der Australier im Einzel 131. und im Sprint 130. wurde. Nach einer weiteren Saison im IBU-Cup nahm Harmer auch an den Weltmeisterschaften 2013 teil, einen Platz unter den besten 100 verfehlte er allerdings erneut deutlich. Das beste Ergebnis auf der zweiten Ebene gab es kurz darauf im EM-Sprint, als Harmer auf Rang 50 ins Ziel kam. Für die Olympischen Spiele in Sotschi konnte er sich nicht qualifizieren.
Nach dem Einzelrennen der WM 2015, welches er als letzter der 125 Starter abschloss, beendete Harmer im Alter von gerade einmal 22 Jahren seine Karriere.

## Statistiken

### Weltcupplatzierungen
Die Tabelle zeigt alle Platzierungen (je nach Austragungsjahr einschließlich Olympische Spiele und Weltmeisterschaften).
- 1.–3. Platz: Anzahl der Podiumsplatzierungen
- Top 10: Anzahl der Platzierungen unter den ersten zehn (einschließlich Podium)
- Punkteränge: Anzahl der Platzierungen innerhalb der Punkteränge (einschließlich Podium und Top 10)
- Starts: Anzahl gelaufener Rennen in der jeweiligen Disziplin

| Platzierung         | Einzel | Sprint | Verfolgung | Massenstart | Staffel | Gesamt |
| ------------------- | ------ | ------ | ---------- | ----------- | ------- | ------ |
| 1. Platz            |        |        |            |             |         |        |
| 2. Platz            |        |        |            |             |         |        |
| 3. Platz            |        |        |            |             |         |        |
| Top 10              |        |        |            |             |         |        |
| Punkteränge         |        |        |            |             |         |        |
| Starts              | 3      | 3      |            |             |         | 6      |
| Stand: Karriereende |        |        |            |             |         |        |

### Biathlon-Weltmeisterschaften
Ergebnisse bei den Weltmeisterschaften:
| Weltmeisterschaften | Weltmeisterschaften | Einzelwettbewerbe | Einzelwettbewerbe | Einzelwettbewerbe | Einzelwettbewerbe | Staffelwettbewerbe | Staffelwettbewerbe |
| Jahr                | Ort                 | Einzel            | Sprint            | Verfolgung        | Massenstart       | Herrenstaffel      | Mixedstaffel       |
| ------------------- | ------------------- | ----------------- | ----------------- | ----------------- | ----------------- | ------------------ | ------------------ |
| 2012                | Ruhpolding          | 131.              | 130.              | –                 | –                 | –                  | –                  |
| 2013                | Nové Město          | 123.              | 132.              | –                 | –                 | –                  | –                  |
| 2015                | Kontiolahti         | 125.              | 123.              | –                 | –                 | –                  | –                  |

### Juniorenweltmeisterschaften
Ergebnisse bei den Juniorenweltmeisterschaften:
| Weltmeisterschaften | Weltmeisterschaften | Einzel | Sprint | Verfolgung | Staffel |
| Jahr                | Ort                 | Einzel | Sprint | Verfolgung | Staffel |
| ------------------- | ------------------- | ------ | ------ | ---------- | ------- |
| 2009                | Canmore             | 48.    | 53.    | 52.        | –       |
| 2011                | Nové Město          | 48.    | 61.    | –          | –       |
| 2012                | Kontiolahti         | 79.    | 80.    | –          | –       |
| 2013                | Obertilliach        | 54.    | 83.    | –          | –       |